# Kanton Montcuq
Montcuq is een voormalig kanton van het Franse departement Lot. Het kanton maakte deel uit van het arrondissement Cahors. Het werd opgeheven bij decreet van 13 februari 2014 met uitwerking op 22 maart 2015. Hierbij werden de gemeenten Le Boulvé, Saint-Matré en Saux overgeheveld naar het kanton Puy-l'Évêque en de overige 13 naar het kanton Luzech.

## Gemeenten
Het kanton Montcuq omvatte de volgende gemeenten:
- Bagat-en-Quercy
- Belmontet
- Le Boulvé
- Fargues
- Lascabanes
- Lebreil
- Montcuq (hoofdplaats)
- Montlauzun
- Sainte-Croix
- Saint-Cyprien
- Saint-Daunès
- Saint-Laurent-Lolmie
- Saint-Matré
- Saint-Pantaléon
- Saux
- Valprionde